# Caps Lock

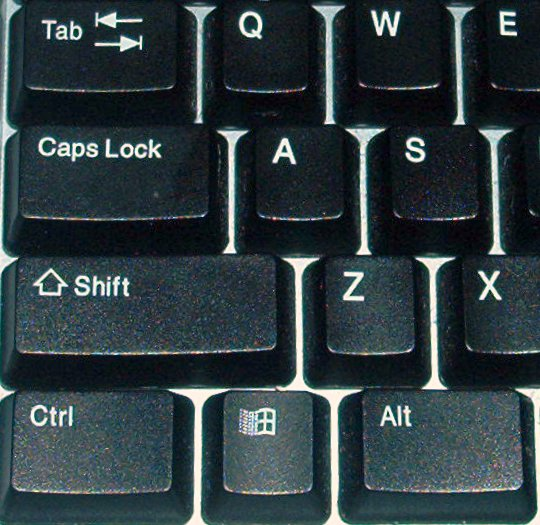
Клавиша Caps Lock на клавиатуре раскладки QWERTY

Caps Lock (сокращение от англ. capitals lock — «фиксация прописных букв», иногда неофициально называется просто «Caps») — клавиша компьютерной клавиатуры, предназначенная для фиксации смены регистра букв со строчных на прописные. Чаще всего она располагается с краю слева между клавишами Tab ↹ и ⇧ Shift. Для индикации режима Caps Lock на большинстве клавиатур имеется светодиод, который может располагаться в правом верхнем углу клавиатуры (наряду со светодиодами Num Lock и Scroll Lock), возле самой клавиши ⇪ Caps Lock, или прямо на ней.

## Функции

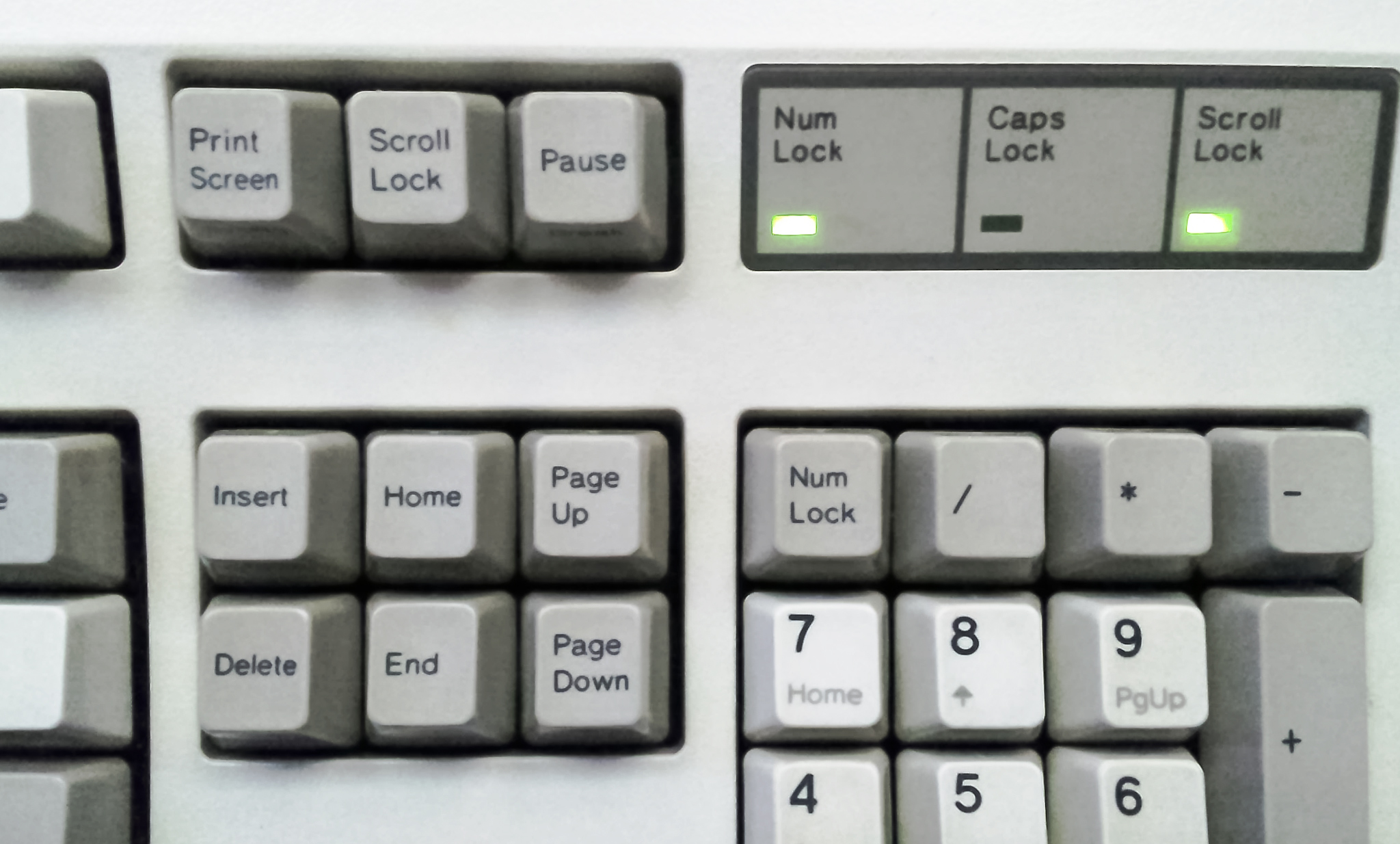
Индикаторы режима ввода на клавиатуре IBM Model M. Caps Lock выключен

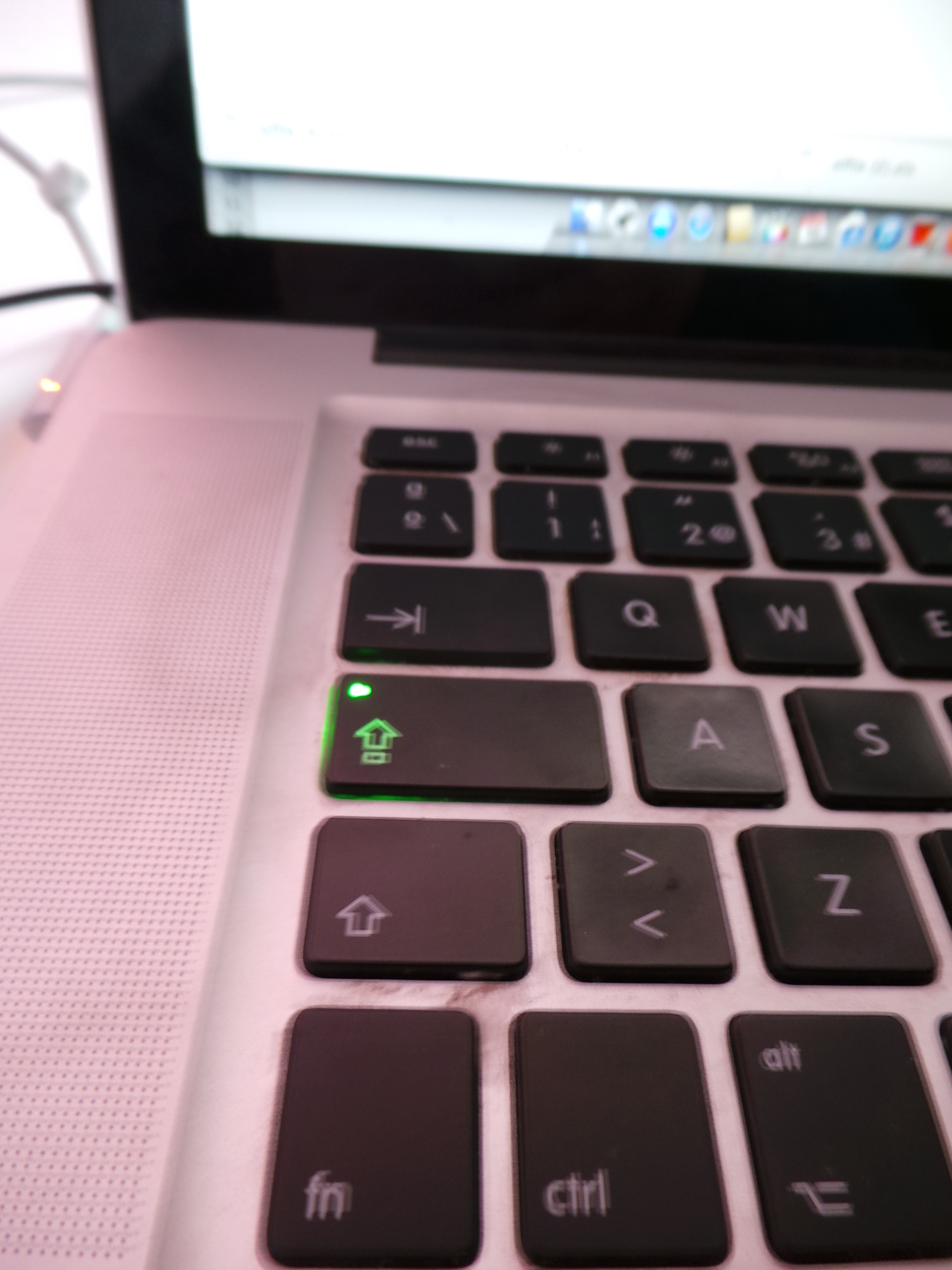
Индикатор режима Caps Lock в клавише

Изначально, в пишущих машинках фиксатор регистра работал не как отдельная кнопка: чтобы зафиксировать верхний регистр, нужно было нажать кнопку-фиксатор одновременно с переключением регистра, а чтобы переключиться обратно — достаточно нажать только кнопку переключения регистра. В современных системах для фиксации верхнего регистра достаточно нажать ⇪ Caps Lock, отключается этот режим нажатием на ту же кнопку. Однако, как правило, есть возможность настроить выключение режима верхнего регистра нажатием на клавишу ⇧ Shift.
Включение режима верхнего регистра обычно влияет только на регистр букв, причём при вводе с нажатой клавишей ⇧ Shift вводятся символы в нижнем регистре, например:

текст, набранный без включения режима caps lock

ТЕКСТ, НАБРАННЫЙ СО ВКЛЮЧЁННЫМ РЕЖИМОМ CAPS LOCK
Цифры и знаки препинания, как правило, вводятся так же, как и при выключенном режиме Caps Lock, не влияет этот режим и на сочетания клавиш. Однако существовали компьютеры (например, Commodore 64), где включение режима Caps Lock было равноценно удержанию клавиши ⇧ Shift.
В большинстве клавиатур, происходящих от клавиатуры IBM PC, индикация режима Caps Lock осуществляется светодиодом на клавиатуре. Этот светодиод может располагаться как на свободной от клавиш площадке клавиатуры, так и непосредственно под клавишей ⇪ Caps Lock, для чего в ней может быть прозрачное окно. В клавиатурах Apple 1980—1990-х годов включение режима Caps Lock обозначалось фиксацией соответствующей клавиши в нажатом состоянии.
Клавише ⇪ Caps Lock иногда назначают действие «переключение раскладки». В Unix эта функциональность изначально присуща X Window System, в то время как в Microsoft Windows она может быть реализована при помощи специальных программ типа Keyboard Ninja и Punto Switcher, либо правкой реестра.
В играх Caps Lock включает-выключает что-то — например, бег.

## История
Фиксатор верхнего регистра изначально появился в печатных машинках, где его требовалось нажимать вместе с клавишей переключения регистра. Набор слов в верхнем регистре использовался для аббревиатур, кроме того, так как в печатных машинках не было возможности менять шрифт, верхний регистр использовался для выделения слов в тексте, а также для набора заголовков.
Во многих ранних компьютерных терминалах клавиши фиксации регистра не было, и на месте, где она располагалась в пишущих машинках, часто располагали клавишу Ctrl, необходимую для ввода управляющих символов. Там же, где эта клавиша имелась, она могла размещаться в разных местах: как в домашнем ряду, в том числе рядом с клавишей Ctrl, так и в других местах: например, в 84-клавишной клавиатуре IBM PC она изначально располагалась в нижнем ряду справа от клавиши клавиши пробела, но в клавиатуре Model M клавишу Ctrl убрали в нижний ряд, а ⇪ Caps Lock вернули в домашний ряд. Но некоторые пользователи считают, что клавиша ⇪ Caps Lock используется недостаточно часто, чтобы располагать её в домашнем ряду, а гораздо полезнее на её месте расположить клавишу Ctrl, что позволяет более удобно пользоваться сочетаниями клавиш.
На некоторых клавиатурах клавишу ⇪ Caps Lock делают с небольшой «ступенькой». Изначально такие ступеньки могли быть у других клавиш длиной более 1,5 обычных буквенных — это позволяло не использовать стабилизаторы. В дальнейшем другие длинные клавиши обзавелись стабилизаторами, а ступеньку на клавише ⇪ Caps Lock многие производители сохраняют, потому что она позволяет уменьшить риск случайного нажатия клавиши ⇪ Caps Lock при печати.

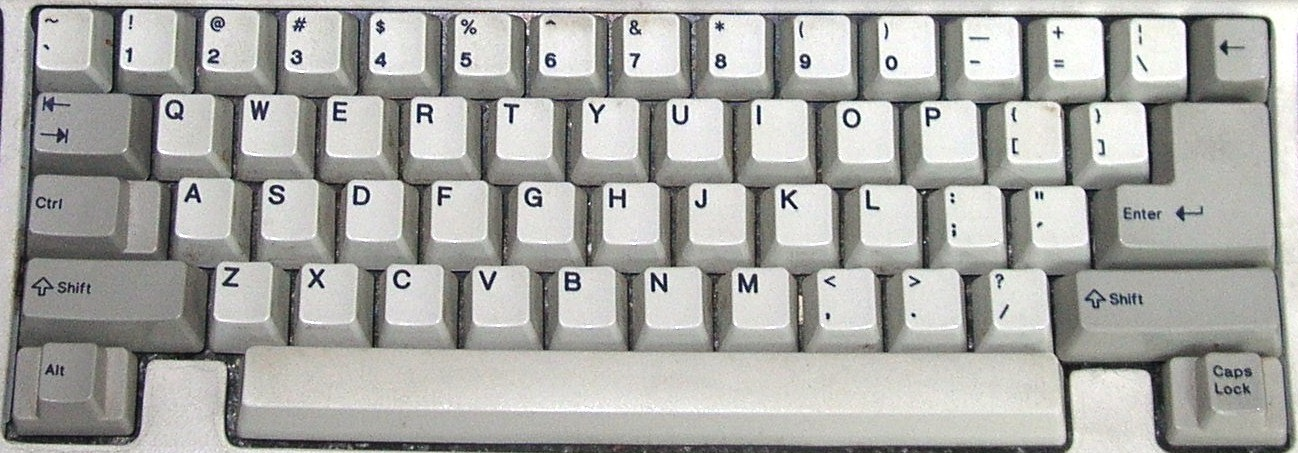
Алфавитно-цифровой блок клавиатуры IBM Model F. Клавиша ⇪ Caps Lock расположена справа внизу, а на её месте — клавиша Ctrl

Клавиша Shift Lock на клавиатуре Commodore 64
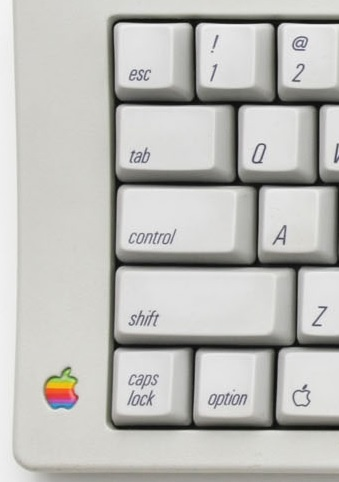
Клавиатура Apple M0116 — клавиша ⇪ Caps Lock слева внизу и оснащена фиксатором
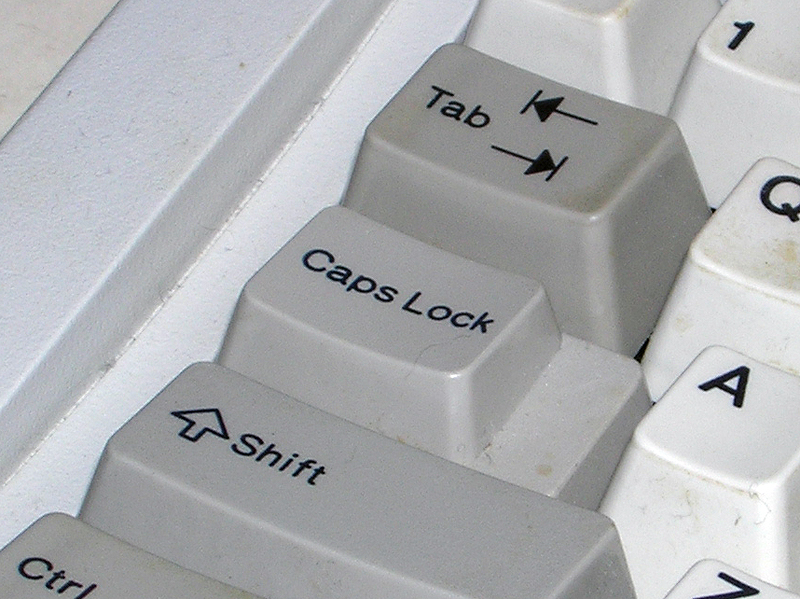
Клавиша ⇪ Caps Lock на клавиатуре IBM Model M со «ступенькой»
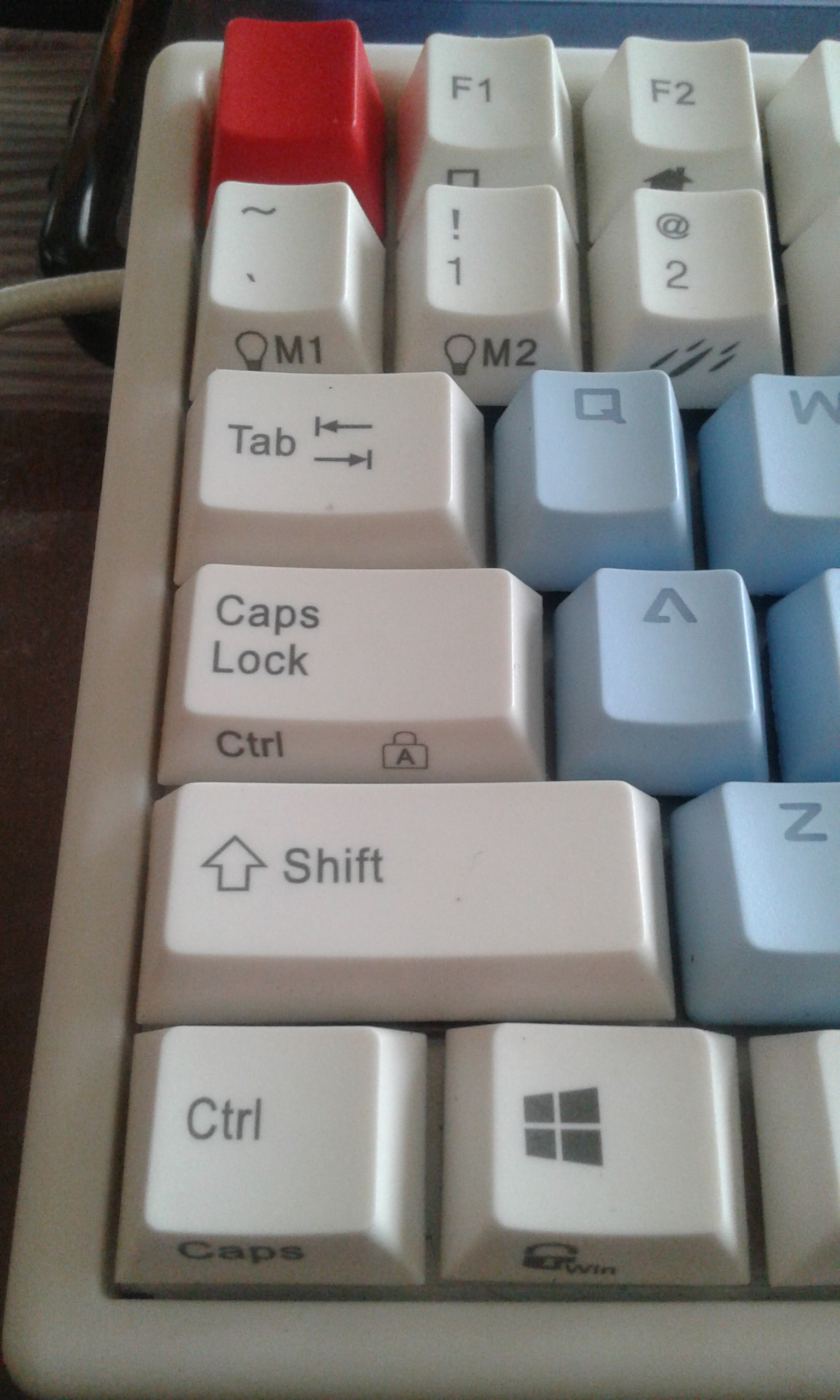
Клавиатура с возможностью поменять местами клавиши ⇪ Caps Lock и Ctrl

## Движение против Caps Lock
Имеется несколько веских аргументов против клавиши фиксации прописных букв:
- Механические пишущие машинки требовали при печати нанесения удара по клавише с определённым усилием, чего было трудно достичь, одновременно удерживания клавишу ⇧ Shift мизинцем. На компьютерных клавиатурах это более не представляет проблемы, поскольку нажатие кнопки не требует приложения усилий.
- Стандартное положение клавиши ⇪ Caps Lock — во втором ряду клавиатуры около буквы «A». Для такой клавиши это слишком доступное место: с одной стороны, при невидимой печати её легко случайно нажать; с другой — на её месте можно было установить более часто используемую клавишу.
- В Фидонете и Интернете текст, набранный ПРОПИСНЫМИ БУКВАМИ, истолковывается как крик.
- В современных текстовых процессорах имеется целый ряд способов оформить заголовок или изменить регистр уже напечатанного текста.
- Поле ввода пароля в большинстве программ, его имеющих, чувствительно к регистру символов, поэтому при включении режима CapsLock возле поля ввода пароля приходится выводить предупреждение.

В 2001 году в Швеции была запущена первая кампания против клавиши ⇪ Caps Lock — antiCAPSLOCK.
В 2006 году группа пользователей под названием CAPSoff, возглавляемая Питером Хинтьенсом, выступила за удаление ⇪ Caps Lock с клавиатуры. В качестве альтернативного варианта они предлагают поместить клавишу ⇪ Caps Lock рядом со Scroll Lock.
Нет общепринятого мнения о том, что расположить на освободившемся месте. Предлагаются такие варианты:
- клавишу Ctrl;
- второй ↵ Enter или ← Backspace;
- две клавиши меньшего размера;
- клавишу управления буфером обмена;
- клавишу переключения раскладки.

## Устройства без Caps Lock
Во всех этих устройствах набор заглавными буквами включается или через интерфейс, или какой-либо комбинацией клавиш.
- Различные коммуникаторы и смартфоны с алфавитной клавиатурой — например, Nokia E70[3].
- Миниатюрная клавиатура One Laptop per Child[4].
- В раскладке Colemak на месте ⇪ Caps Lock стоит второй ← Backspace.
- В нетбуке Cr-48 компании Google клавиша ⇪ Caps Lock заменена на клавишу, вызывающую функцию поиска[5][6].
- В клавиатуре Happy Hacking Keyboard[англ.] на месте клавиши ⇪ Caps Lock располагается клавиша Ctrl, однако нажатие ⇪ Caps Lock может эмулироваться через Fn-слой.
- С версии macOS 10.13 High Sierra и новее⇪ Caps Lock официально можно задействовать для переключения языков. Включение верхнего регистра при этом работает после долгого нажатия клавиши.
- ThinkPad Carbon X1 (gen 2) — вместо клавиши ⇪ Caps Lock располагаются Home и End. При этом на клавише ⇧ Shift есть светодиод, который загорается при включенном ⇪ Caps Lock, а включение и выключение происходит при помощи двойного нажатия ⇧ Shift. В более поздних моделях от такой раскладки отказались.